# Ethereum
Ethereum er en open source og decentraliseret blockchain baseret på intelligente kontrakter. Bag facaden er der en Turing-komplet virtuel maskine, også kendt som The Ethereum Virtual Machine eller EVM. Den virtuelle maskine kan udføre programmerbare scripts ved hjælp af et globalt netværk af noder. Et af de mest udbredte programmeringssprog til EVM er Solidity. Ethereum har en kryptovaluta bundet til sig kaldt ether, der kan overføres globalt med lave omkostninger.
Ethereums whitepaper og idé blev offentliggjort i 2013 af Vitalik Buterin, der både er forsker, udvikler, samt tidlig blogger af kryptovalutaen Bitcoin. Videreudviklingen af Ethereum projektet blev finansieret af et crowdsale i 2014. Systemet blev udgivet den 30 juli 2015, med en samlet mængde på 11.9 millioner ether, til støtterne af crowdsalet, hvilket udgjorde ca 13% af Ethers daværende forsyning.
- November 2013: Vitalik Buterin offentligører Ethereums whitepaper.
- Januar 2014: Udviklingen af Ethereum platformen blev offentliggjort. Det originale Ethereum udviklingshold bestod af Vitalik Buterin, Mihai Alisie, Anthony Di lorio, og Charles Hoskinson.
- August 2014: Ethereum slutter deres crowdfunding og samler $18.4 millioner.
- Maj 2015: Ethereums testnet "Olympic" bliver offentliggjort.
- 30 Juli 2015: Første skridt af Ethereums udvikling, "Frontier" blev offentliggjort.
- 14 Marts 2016: "Homestead", den første stabile udgave af Ethereum blev offentliggjort ved block nummer 1.150.000.
- June 2016: "DAO" hacket sker og $50 millioner i Ether, hvilket var 15% af den totale cirkulation bliver stjålet.
- 25 Oktober 2016: Ethereum Classic "forker" væk fra den originale Ethereum protocol, hvilket resulterer i 2 blockchains.
- 16 Oktober 2017: "Metropolis Byzantium" hardfork opdatering.
- 28 Februar 2019: "Metropolis Constantinople" hardfork opdatering.

Vitalik Buterin valgte navnet Ethereum efter at browse Wikipedia artiklen om science fiction elementer.
"I immediately realized that I liked it better than all of the other alternatives that I had seen; I suppose it was the fact that sounded nice and it had the word "ether", referring to the hypothetical invisible medium that permeates the universe and allows light to travel."

## Enheder
Ethereum's interne valuta kaldes ether. Ether er den næststørste kryptovaluta efter bitcoin. Med EIP-3368 blev blev block-rewarden sat til 3 ether med en nedtrapning til 1 eth over en periode over to år.
| Wei                            | = 1000000000000000000 Ξ |
| Kwei, Ada, Femtoether          | = 1000000000000000 Ξ    |
| Mwei, Babbage, Picoether       | = 1000000000000 Ξ       |
| Gwei, Shannon, Nanoether, Nano | = 1000000000 Ξ          |
| Szabo, Microether, Micro       | = 1000000 Ξ             |
| Finney, Milliether, Milli      | = 1000 Ξ                |
| Ether                          | = 1 Ξ                   |
| Kether, Grand, Einstein        | = 0.001 Ξ               |
| Mether                         | = 0.000001 Ξ            |
| Gether                         | = 0.000000001 Ξ         |
| Tether                         | = 0.000000000001 Ξ      |

## Historie
Ethereum var først beskrevet i et "White paper" af Vitalik Buterin, da han var involveret i "Bitcoin Magazine", i 2013 med målet at bygge en decentral applikation. Vitalik havde argumenteret at Bitcoin havde brug for et scripting sprog for applikationsudviklere. Da han fejlede i at få enighed, præsenterede han udviklingen af en ny platform med et mere udbredt scripting sprog.
Da Ethereum blev offentliggjort i januar 2014, var Ethereum teamet Vitalik Buterin, Mihai Alisie, Anthony Di Iorio, og Charles Hoskinson. Udviklingen af Ethereum projektet begyndte i starten af 2014 gennem et Schweizisk selskab, Ethereum Switzerland GmbH (EthSuisse). Efterfølgende startede en Schweizisk ikke-profitabelt foundation "The Ethereum Foundation (Stiftung Ethereum)". Udviklingen var finansierede af et online "crowdsale" i midt 2014, hvor deltagerne købte Ethereum værdi token ( ether ) med andre digitale valutaer som Bitcoin. Parallelt med at der var tidlig ros af teknologi innovationen af Ethereum, blev der stillet spørgsmål til sikkerheden, og skalerbarheden.

### Milepæle
Flere kodenavngivet prototyper af Ethereum platformen var udviklet af Foundation'en, som en del af deres "Proof-of-Concept" serie, forudgående den officielle udgivelse af grænsenettet. "Olympic" var den sidste prototype, og den første beta pre-release. "Olympic" netværket udlod en dusør på 25.000 ether til en bruger der fandt fejl i systemet, for at teste græserne på blockchain'en.
"Homestead" var den første der blev opfattet som stabil. Det omfatter forbedringer af transaktioner, gas priser, og sikkerhed. Siden lanceringen har Ethereum gennemgået flere planlagte protokolopgraderinger, som har implementeret ændringer påvirker platformens underliggende funktionalitet.
Der er mindst to protokol upgraderinger planlagt i fremtiden: "Metropolis" er beregnet til at reducere kompleksiteten af EVM og give mere fleksibilitet for smart contract udviklere. Metropolis tilføjede også understøttelse for zkSnarks ( fra Zcash ) med den første zkSnarks transaktion forekom på et testnet d 19 September 2017. "Serenity" bør omfatte en fundamental ændringer til Ethereum's bruger algoritme, for at muliggøre en basis transaktion fra hardware mining ( Proof-of-work ) til virtuel mining ( Proof-of-stake ). Forbedringer til skalerbarheden, siges også at være et centralt mål for udviklingsplanerene.
| Version | Kodenavn                     | Udgivelsesdato   |
| ------- | ---------------------------- | ---------------- |
| 0       | Olympic                      | Maj 2015         |
| 1       | Frontier                     | 30. juli 2015    |
| 2       | Homestead                    | 14. marts 2016   |
| 3       | Metropolis (vByzantium)      | 16. oktober 2017 |
| 3.5     | Metropolis (vConstantinople) | 28. februar 2019 |
| 4       | Serenity                     | TBA              |

### DAO Begivenheden
I 2016 hævet en decentraliseret selvstyrende organisation kaldt "The DAO", et set af smart Contracts udviklings platforme, en rekord høj 150 millioner $ i et "crowdsale" for at finansiere projektet. "The DAO" var udnyttet i Juni, da 50 millioner $ i ether var hævet af en anonym enhed. Begivenheden udløste en debat i krypto-samfundet, om hvilken Ethereum der burde udføre en omstridt "Hard fork" og opjustere de berørte midler. Som følge af striden, splittede netværket i to Ethereum ( Emnet i denne encyklopædi ) fortsatte på "The Forked" blockchain, mens Ethereum Classic fortsatte på den originale blockchain. "The Hard Fork" skabte en rivalisering mellem de to netværk.

### Hard Forks
"The Hard Fork", relaterede til "The DAO", kløvede Ethereum efterfølgende blockchain'en to gange i det sidste kvartal i 2016, for at tage sig af andre angreb. I slutningen af November 2016, havde Ethereum øget DDoS beskyttelsen, "De-Bloated" Blockchain netværket, og modarbejdet spam angreb af hackere.

## Arkitektur

### Ether
Værdien af Ethereum's blockchain token er kaldt ether, som er repræsenteret af koden ETH, eller det Græske store bogstav Xi karakter ( Ξ ), og handles med kryptovaluta udvekslinger. Det er også brugt til at betale for transaktionsgebyrer og beregningstjenester på Ethereum-netværket.
Forsyningen af Ether steg med 14.75 % i 2017, på grund af algoritmen vil stigningen vil gradvist falde til 1,59% inden 2065. Men en ny implementering i Ethereum kaldt "Casper", baseret på "Proof-of-stake" i stedet for "Proof-of-work", forventes at reducere inflationen til mellem 0.5 % til 2 %.

### Ethereum Virtuel Maskine
"The Ethereum Virtual Machine" (EVM) er runtime miljøet for smart contracts i Ethereum. Den daglige definition af EVM er "The Ethereum Yellow Paper", og den originale version var af Gavin Wood. Den er sandboxed, og fuldstændig isoleret fra netværket, filsystemet og andre processer fra værtens computer. Hver Ethereum node i netværket køre en EVM implementering og udfører de samme instruktioner. Ethereum Virtuel Maskine er blevet implementeret i C++, Go, Haskell, Jave, JavaScript, Python, Ruby, og WebAssembly.